# Championnat d'Afrique du Nord des nations des moins de 17 ans 2012
Navigation
Édition précédente Édition suivante
Le championnat d'Afrique du Nord des nations des moins de 17 ans 2012 est la neuvième édition du tournoi UNAF U-17. Elle se tient en Tunisie, où elle commence le 20 mars et se termine le 24 mars. Les matchs se jouent à Kalâa Kebira dans le gouvernorat de Sousse.

## Équipes participantes
- Algérie
- Tunisie
- Mauritanie

## Compétition
| Rang | Équipe     | Pts | J | G | N | P | Bp | Bc | Diff |  | Résultats (▼ dom., ► ext.) | Algérie | Mauritanie | Tunisie |
| ---- | ---------- | --- | - | - | - | - | -- | -- | ---- |  | -------------------------- | ------- | ---------- | ------- |
| 1    | Algérie    | 4   | 2 | 1 | 1 | 0 | 2  | 0  | +2   |  | Algérie                    |         | 2-0        | 0-0     |
| 2    | Mauritanie | 3   | 2 | 1 | 0 | 1 | 2  | 3  | -1   |  | Mauritanie                 |         |            | 1-2     |
| 3    | Tunisie    | 1   | 2 | 0 | 1 | 1 | 1  | 2  | -1   |  | Tunisie                    |         |            |         |

### Vainqueur
| Championnat d'Afrique du Nord des nations des moins de 17 ans Vainqueur 2012 |
| ---------------------------------------------------------------------------- |
| Algérie Troisième titre                                                      |

### Liste des buteurs
2 buts   
- Rezki Hamroune

1 but  
- Mohamed Falkore
- Moussa Malaynine
- Firas Msakni